# Chromista
«  Chromiste » redirige ici. Ne pas confondre avec Chromisme ni Chromite.
Ce taxon est aujourd'hui obsolète. Dénomination actuelle : SAR, Telonemia, Haptista, Pancryptista.
Règne
Sous-règnes de rang inférieur
- Hacrobia Okamoto, Chantangsi, Horák, Leander & Keeling (2009)
- Harosa Cavalier-Smith, 2010

Les Chromistes (Chromista) sont un règne d'organismes uni- et pluricellulaires eucaryotes regroupant des taxons historiquement considérés comme des protozoaires (Foraminifères, Radiolaires, Ciliés, etc.), comme des champignons (Oomycètes, Labyrinthulomycètes, etc.) et des algues (Algues brunes, Diatomées, etc.).

## Historique
Ce règne a été proposé par le biologiste britannique Thomas Cavalier-Smith en 1981. Les Chromista étaient d'abord un clade supposé d'organismes eucaryotes pour la plupart photosynthétiques, regroupant également certains organismes autrefois classés parmi les « champignons inférieurs » — donc hétérotrophes. La pertinence de ce clade a été remise en cause par des études de 2007 rapprochant les Stramenopiles des Rhizaria. Il a donc été proposé d'utiliser le terme de Chromista pour désigner l'ensemble présumé monophylétique formé par les Harosa et les Hacrobia à la place du terme de Chromalveolata au sens large.
Les Chromistes sont moins diversifiés que les algues vertes mais plus que les algues rouges.
Le groupe Chromista est polyphylétique, alors, ce nom n'est plus utilisé pour le groupe,,.

## Étymologie
Le terme Chromista dérive du grec χρῶμα / chróma, couleur, en référence aux pigments de ces organismes qui leur donne une teinte plus ou moins soutenue. Le terme fut inventé en 1981 par le biologiste britannique Thomas Cavalier-Smith, sur la base de termes plus anciens, par exemple Chromophyta.

## Caractéristiques propres
On trouve des caractéristiques propres au groupe, qui peuvent avoir disparu secondairement :
- Un réticulum périplastidial, situé entre les deux enveloppes du chloroplaste et les deux membranes externes.
- Les deux sous-groupes Straménopiles et Haptophytes présentent les mêmes pigments photosynthétiques.
- Le chloroplaste de la cellule est constitué de quatre membranes : les deux membranes communément trouvées chez les chloroplastes et deux membranes externes reliées le plus souvent à l'enveloppe nucléaire. Cette situation serait le résultat d'une endosymbiose secondaire et plus précisément d'une ingestion d'une Rhodophyte unicellulaire par un autre Eucaryote. À ce sujet, la communauté scientifique cherche à savoir si l'endosymbiose s'est effectuée plusieurs fois au sein des Chromistes ou si cela a été réalisé une seule fois — et l'endosymbiote ensuite perdu —, ce qui résoudrait le problème des Straménopiles non photosynthétiques.

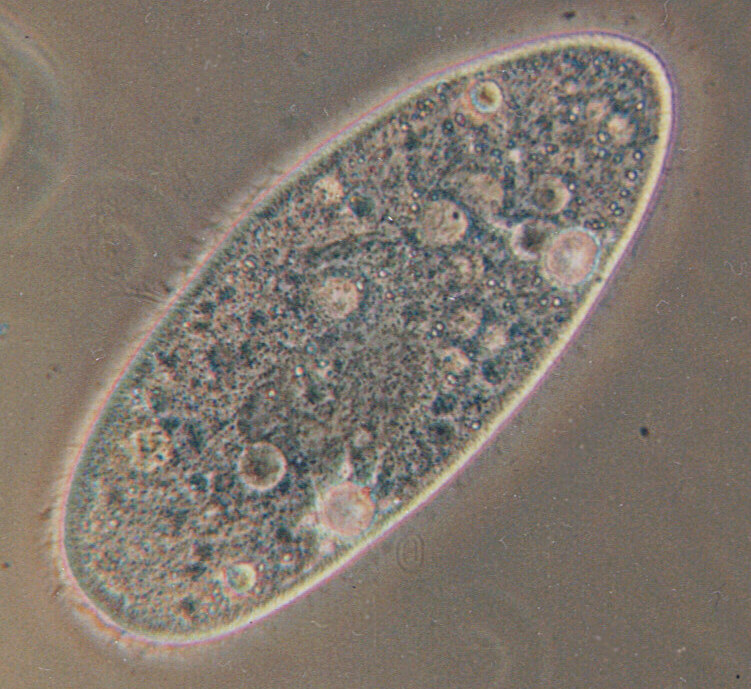
La Paramécie est un exemple d'Alvéolé cilié (Alveolata, Ciliophora).
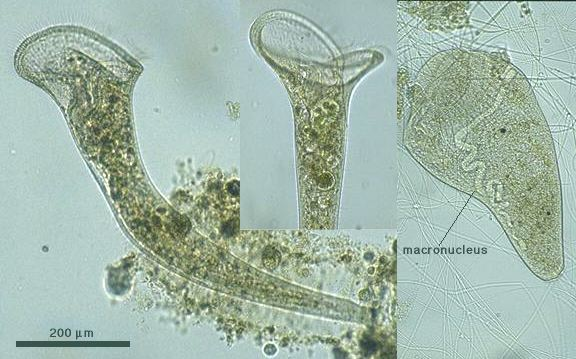
Stentor roeseli (Alveolata, Ciliophora), Alvéolé cilié en forme de trompe.
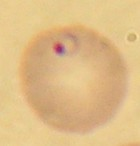
Plasmodium falciparum (Alveolata, Apicomplexa), parasite responsable du paludisme (stade en anneau dans une hématie).
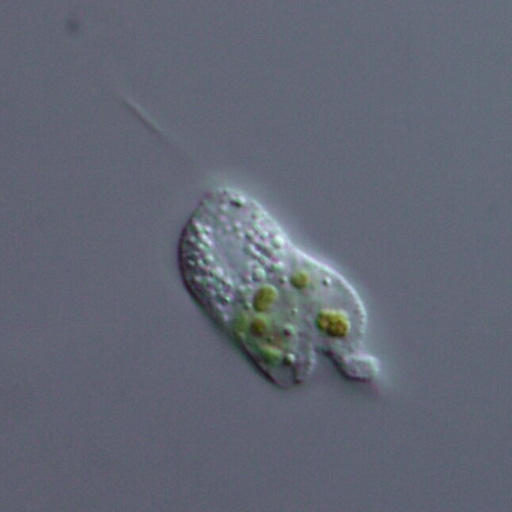
Cercomonas sp. (Rhizaria, Cercozoa), Cercozoaire flagellé.
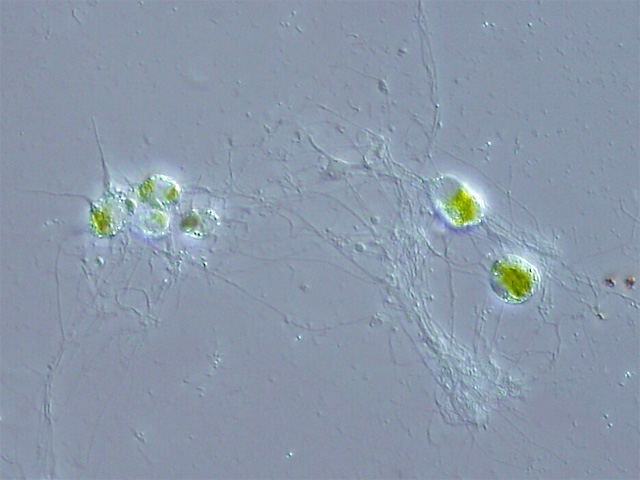
Chlorarachnion reptans (Rhizaria, Cercozoa), Chlorarachniophyte.
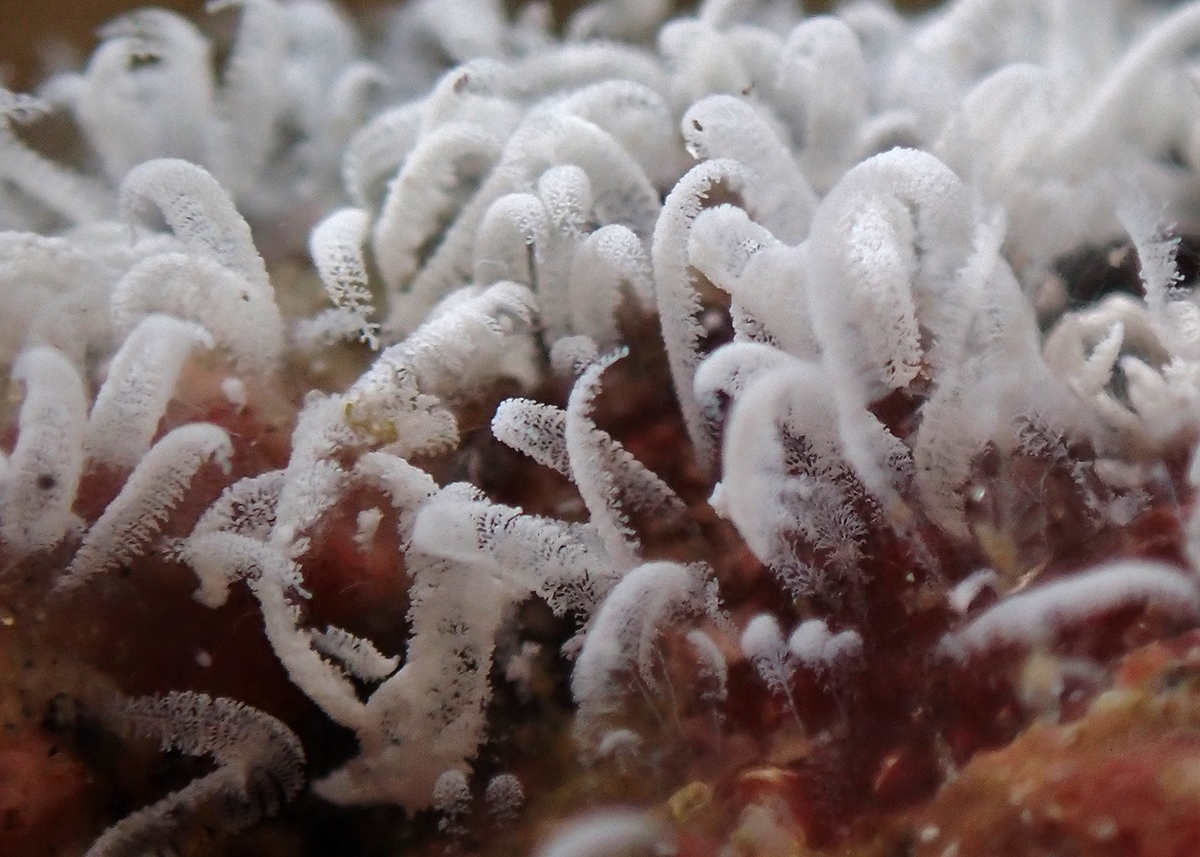
Colonies de Zoothamnium niveum (Oligohymenophorea) à la Réunion.

## Géologie
Le plus ancien fossile connu présumé date du Précambrien (700 Ma).

## Liste des embranchements/divisions
Selon AlgaeBase (29 janvier 2022) :
- Embranchement des Bacillariophyta  Karsten
- Embranchement des Bigyra  Cavalier-Smith
- Embranchement des Cryptophyta  Cavalier-Smith
- Embranchement des Katablepharidophyta  N.Okamoto & I.Inouye
- Embranchement des Ochrophyta  Cavalier-Smith
- Embranchement des Telonemia  Shalchian-Tabrizi & al.
- Embranchement des Chromista phylum incertae sedis
- sous-règne des Hacrobia
  - Embranchement des Cryptista  Cavalier-Smith
  - Embranchement des Haptophyta  Hibberd ex Edvardsen & Eikrem
- sous-règne des Harosa (supergroupe SAR) 
  - infra-règne des Halvaria (ou Heterokonta ?)
    - Embranchement des Ciliophora  Doflein
    - Embranchement des Miozoa  Cavalier-Smith
    - Embranchement des Oomycota  Arx

  - infra-règne des Rhizaria
    - Embranchement des Foraminiferida  d'Orbigny

Selon Cavalier-Smith (1981, 2004, 2010),, :
- sous-règne des Harosa (Cavalier-Smith 2010)
  - infrarègne des Heterokonta (Cavalier-Smith 1986)
    - embranchement des Bigyra (Cavalier-Smith 1998)
    - embranchement des Pseudofungi (Cavalier-Smith 1986)
    - embranchement des Ochrophyta (Cavalier-Smith 1986)
      - sous-embranchement des Phaeista (Cavalier-Smith 1995)
        - infraembranchement des Hypogyrista (Cavalier-Smith 1995)
        - infraembranchement des Chrysista (es) (Cavalier-Smith 1986)

      - sous-embranchement des Diatomeae (Dumortier 1821)

  - infrarègne des Alveolata (Cavalier-Smith 1991)
    - embranchement des Myzozoa (Cavalier-Smith 2004)
      - sous-embranchement des Dinozoa (Cavalier-Smith 1981)
      - sous-embranchement des Apicomplexa (Levine 1970)

    - embranchement des Ciliophora (Doflein 1901)

  - infrarègne des Rhizaria (Cavalier-Smith 2002)
    - embranchement des Cercozoa (Cavalier-Smith 1998)
    - embranchement des Retaria (Cavalier-Smith 1999)
      - sous-embranchement des Foraminifera (Eichwald 1830)
      - sous-embranchement des Radiozoa (Cavalier-Smith 1987)
- sous-règne des Hacrobia (Okamoto et al. 2009)
  - embranchement des Cryptista (Cavalier-Smith 1989)
  - embranchement des Haptophyta (Hibberd 1976)
  - embranchement des Heliozoa (Haeckel 1862)

Selon ITIS (13 mars 2012) :
- division des Bacillariophyta

Selon Catalogue of Life (13 mars 2012) :
- embranchement des Cryptophyta
- embranchement des Haptophyta
- embranchement des Hyphochytriomycota
- embranchement des Labyrinthista
- embranchement des Ochrophyta
- embranchement des Oomycota
- embranchement des Sagenista (en)
- embranchement des Chromista phylum incertae sedis

Selon World Register of Marine Species (13 mars 2012) :
- sous-règne Hacrobia
  - embranchement des Cryptophyta
  - embranchement des Haptophyta
  - embranchement des Heliozoa
- sous-règne des Harosa
  - infra-règne des Alveolata
    - embranchement des Ciliophora
    - embranchement des Myzozoa

  - infra-règne des Heterokonta
    - embranchement des Bigyra
    - embranchement des Ochrophyta
    - embranchement des Oomycota

  - infra-règne des Rhizaria
    - embranchement des Cercozoa
    - embranchement des Foraminifera
    - embranchement des Radiozoa

Selon Aubert (2017) :
- imperium Eukaryota
  - regnum Chromista
    - subregnum Hacrobia
      - phylum Haptista
      - phylum Cryptista

    - subregnum Harosa
      - infraregnum Rhizaria
        - phylum Cercozoa
        - phylum Retaria

      - infraregnum Halvaria
        - superphylum Alveolata
          - phylum Myzozoa
          - phylum Ciliophora

        - superphylum Heterokonta
          - phylum Bigyra
          - phylum Pseudofungi
          - phylum Ochrophyta